# Carmelo Soria
Carmelo Luis Soria Espinoza (Madrid, 5 de noviembre de 1921 - Santiago, Chile; 16 de julio de 1976) fue un editor español, miembro de la Comisión Económica para América Latina y el Caribe (Cepal). Fue secuestrado, torturado y asesinado por agentes de la Brigada Mulchén de la Dirección de Inteligencia Nacional (DINA), policía secreta de la dictadura militar de Augusto Pinochet, en julio de 1976. El crimen, que fue investigado por el juez español Baltasar Garzón, formó parte del "caso Pinochet", que llevó a la detención del militar en Londres en 1998.

## Biografía

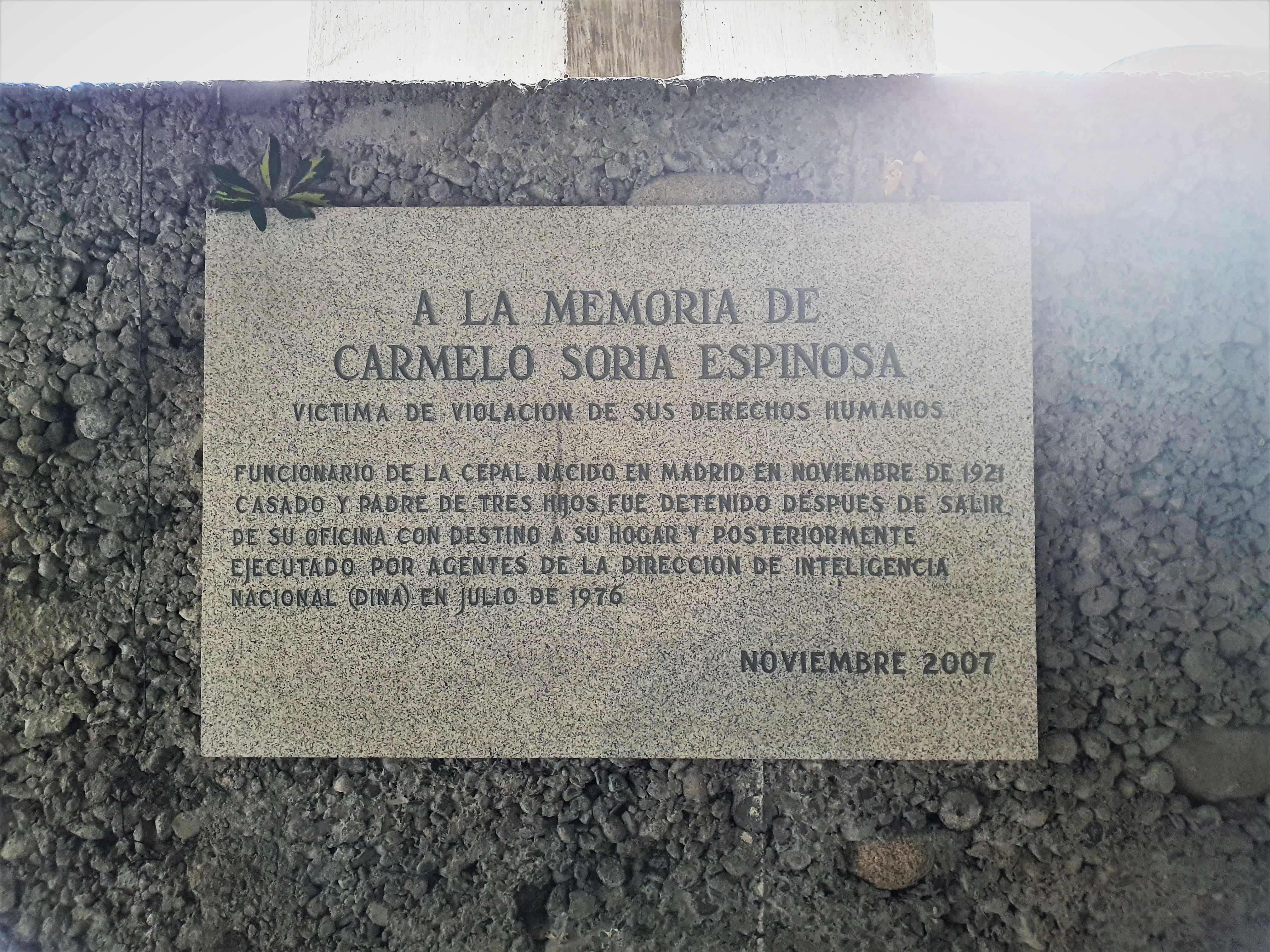
Placa a la memoria de Carmelo Soria en el Edificio de la Cepal.

Nació en Madrid, siendo el menor de cinco hermanos. Fue nieto del urbanista madrileño Arturo Soria.
Estudió ingeniería en el Instituto Escuela de Madrid, heredero de la Institución Libre de Enseñanza, aunque no se tituló. Fue miembro del Partido Comunista de España, en una "vertiente de 'intelectuales de clase media acomodada'", e integró la Federación Universitaria de Estudiantes (FUE), una organización juvenil antifranquista.
El fin de la Segunda República Española lo encontró en Chile. Ante la imposibilidad de volver a España, Soria se quedó en el país sudamericano, donde se insertó en la industria literaria y editorial junto a su hermano mayor Arturo, quien ya vivía en Chile. Tuvo amistades con Pablo Neruda y otros intelectuales chilenos de la época.
En 1956 se casó con Laura González-Vera Marchant, de profesión médico e hija del premio nacional de literatura José Santos González Vera; tuvieron tres hijos: Laura, Carmen y Luis. 
En 1960, Soria ingresó a la Comisión Económica para la América Latina y el Caribe, dependiente de las Naciones Unidas. Allí se desempeñó como jefe de la sección Editorial y de Publicaciones del Centro Latinoamericano de Demografía (Celade).
Entre 1970 y 1973 participó de la Editorial Quimantú, uno de los proyectos insignes del gobierno de Salvador Allende.  
Después del golpe de Estado de Pinochet y tras el fin de la Unidad Popular, Soria regresó a trabajar al Celade. En esa época, utilizó su inmunidad diplomática para ayudar a varios perseguidos políticos a asilarse en embajadas. El 14 de julio de 1976, cuando regresaba a su casa desde su oficina en la Cepal, fue secuestrado por varios agentes de la Brigada Mulchén de la Dirección de Inteligencia Nacional (DINA) y torturado en Lo Curro, en el sótano de la residencia del ciudadano estadounidense y agente de la DINA, Michael Townley. 
Dos días después, el cuerpo y el auto de Soria, que fue desbarrancado intencionalmente para simular un accidente, aparecieron en las cercanías del Canal El Carmen, en el sector de La Pirámide, en la zona oriente de Santiago. La prensa nacional expuso profusamente el caso como un accidente, vinculado a los excesos y la infidelidad, lo que luego se reveló como un montaje para cubrir el asesinato del editor, en una acción que ha sido frecuente en otros casos de violaciones a los Derechos Humanos, como el caso de la profesora comunista Marta Ugarte.

## Repercusiones de su asesinato

### La polémica Ley de Amnistía
Luego de su muerte y una vez recobrada la democracia en Chile, la segunda hija de Soria, Carmen Soria, se convirtió en activista defensora de los derechos humanos y de la búsqueda de justicia por la muerte de su padre; en 1994 presentó una querella contra el Estado de Chile por su asesinato, a pesar de las amenazas que recibió. En ese entonces, se identificaron a cinco oficiales del Ejército chileno como los eventuales responsables del crimen del ciudadano español, aunque sólo dos fueron sentenciados: el Mayor en retiro Guillermo Humberto Salinas Torres y el Suboficial en retiro José Remigio Ríos San Martín. 
Dos años más tarde, en junio de 1996, ambos agentes fueron sobreseídos totalmente por una orden del ministro Instructor de la Corte Suprema de Chile, Eleodoro Ortiz Sepúlveda, luego de aplicar la polémica Ley de Amnistía, dictada en 1978 por la propia dictadura de Pinochet; este decreto exculpaba "a todas las personas que, en calidad de autores, cómplices o encubridores hayan incurrido en hechos delictuosos, durante la vigencia de la situación de Estado de Sitio".
La decisión de la justicia chilena tuvo repercusiones en España y en las oficinas Naciones Unidas, desde donde se sostuvo que la aplicación de esta ley violaba los pactos internacionales contraídos por Chile, al tratarse Soria de un funcionario internacional con inmunidad diplomática, y en cuyo caso no aplicaba el derecho a amnistía de los procesados.
En diciembre de 1996, luego de meses de discusiones con la familia de Soria, la que se negó a aceptar tanto la decisión judicial como las compensaciones económicas ofrecidas por Estado chileno, el ejecutivo, a través del entonces ministro de relaciones exteriores José Miguel Insulza, dio por cerrado el "Caso Soria" y la posibilidad de revertir el sobreseimiento de los culpables declarados: "el caso está cerrado y extremando las cosas no vamos a llegar a ninguna parte", declaró en esa oportunidad el canciller chileno, actualmente senador del Partido Socialista. 
En 1998, la Corte Suprema de Chile resolvió finalmente que la Ley de Amnistía no debía aplicarse a casos de violaciones a los derechos humanos ocurridos entre 1973 y 1978.

### Investigaciones en España: el "caso Pinochet"
En junio de 1996, casi al mismo tiempo en que se conoció la decisión de la justicia chilena en favor de los asesinos de Carmelo Soria, la justicia de Valencia recibió varias denuncias relacionadas con la dictadura chilena. La Unión Progresista de Fiscales (UPF) presentó una denuncia contra Pinochet por genocidio, terrorismo y torturas; luego lo hizo la familia del sacerdote valenciano Antoni Llidó, detenido y asesinado en Chile; y finalmente el abogado y exasesor de Salvador Allende, Joan Garcés, hizo lo mismo a nombre de Soria, a fin de evitar la prescripción de su crimen, a 20 años de ocurrido.
Estas denuncias dieron paso al llamado "caso Pinochet", en el que la justicia española reunió e investigó decenas de testimonios y datos de chilenos y extranjeros denunciando las violaciones a los derechos humanos ocurridas en Chile al alero del régimen dictatorial. 
En la misma época, una investigación similar se desarrolló en Estados Unidos, donde la justicia indagó el vínculo de Pinochet y sus colaboradores con la muerte de varios ciudadanos extranjeros, entre los que también se contaba Carmelo Soria como funcionario de Naciones Unidas. Por estos casos, el juez español Baltazar Garzón, quien ya investigaba al dictador y la Operación Cóndor en Chile, logró gestionar la detención de Augusto Pinochet en Londres, en octubre de 1998.

## Último fallo judicial en Chile
En marzo de 2019, y luego de casi 25 años de tramitaciones, la justicia chilena condenó a seis de los oficiales vinculados al asesinato de Carmelo Soria: Pedro Espinoza Bravo, Raúl Iturriaga Neumann, Jaime Lepe Orellana y Juan Morales Salgado, por homicidio calificado; el exfiscal militar Sergio Cea Cienfuegos por el delito de falsificación de instrumento público; y al general en retiro Eugenio Covarrubias Valenzuela, por presentar declaraciones falsas en la investigación. De la misma forma, se decretó la absolución del caso de los exmilitares René Quilhot Palma, Pablo Belmar Labbé y Guillermo Salinas Torres.
El fallo, que llegó 43 años después del asesinato del editor español, fue cuestionado por su familia, tanto por la demora como por el resultado de la condena: seis años de presidio para cuatro de los asesinos, y absolución para tres de los otros.